# Charlestown (Maryland)
Charlestown é uma cidade  localizada no estado americano de Maryland, no Condado de Cecil.

## Demografia
Segundo o censo americano de 2000, a sua população era de 1019 habitantes.
Em 2006, foi estimada uma população de 1103, um aumento de 84 (8.2%).

## Geografia
De acordo com o United States Census Bureau tem uma área de
3,1 km², dos quais 2,3 km² cobertos por terra e 0,8 km² cobertos por água.

## Localidades na vizinhança
O diagrama seguinte representa as localidades num raio de 16 km ao redor de Charlestown.